# RS-232

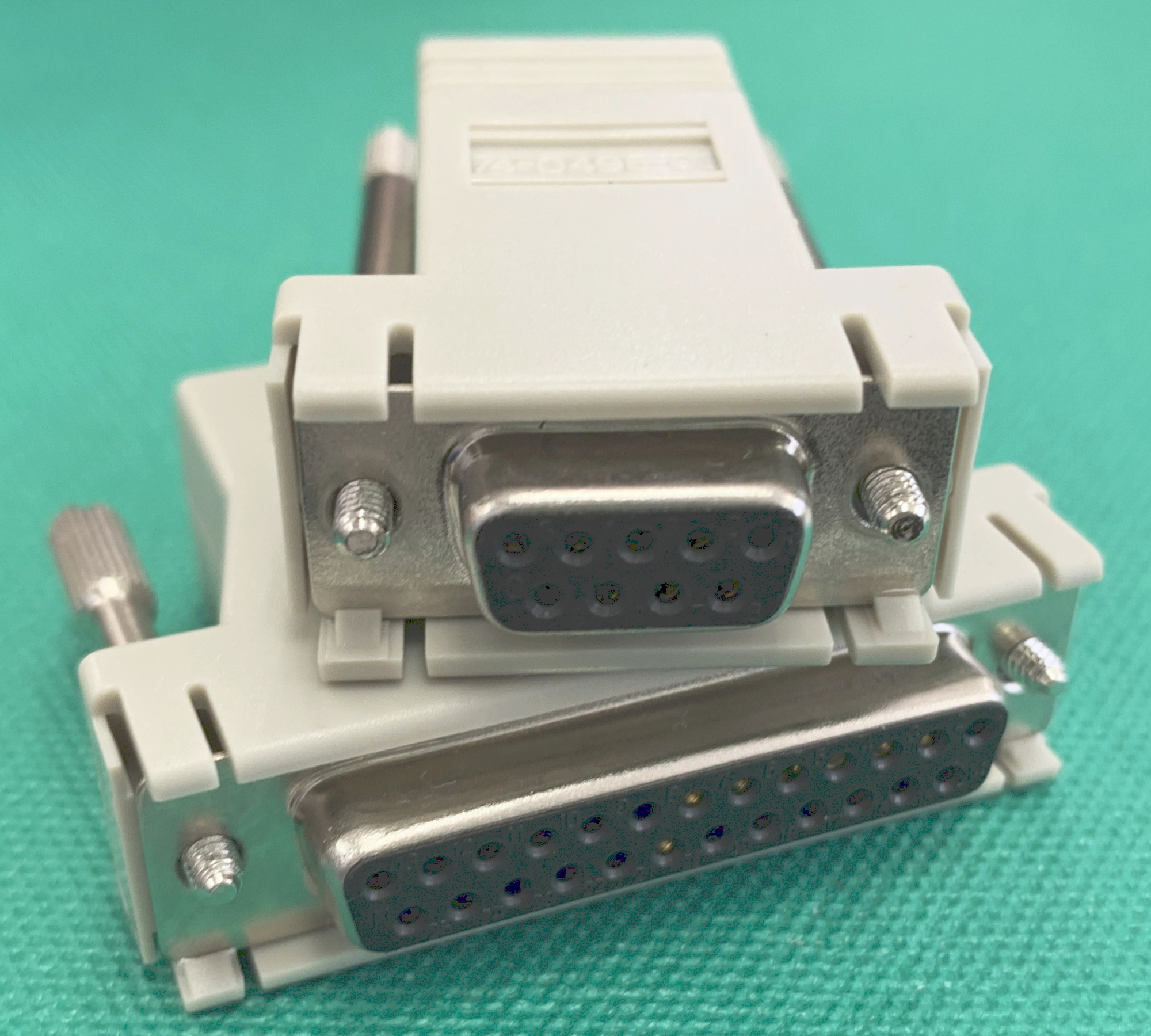
DSUB 9ピンポートと25ピンポート メス（jack）

RS-232 (英語: Recommended Standard 232) は、シリアルポートのインタフェース規格である。基本的にはホストコンピュータや端末といった「データ端末装置」と、モデムなどの「データ回線終端装置」を繋ぐものとして設計されたが、パソコン同士の直接接続や、あらゆる周辺機器の接続用に広く使われた。

## 成り立ち
もともとは、テレタイプ端末とモデムの接続用にCCITT (現: ITU-T) がV.24, V.28勧告としていたものを米国のEIA（The Electronic Industries Alliance : 日本国の電子機械工業会にほぼ相当）により通信用として規格案を作成したもので、テレタイプライタ、パソコンなどのDTE（Data Terminal Equipment : データ端末装置）と、モデムなどのDCE（Data Circuit-Terminating Equipment : データ回線終端装置）とを接続してデータ伝送を行うための電気的・機械的な特性を定義したものであった。
25ピンの端子仕様は、端末側ではなくモデム側のコネクタ仕様として決められている。現在多く利用されている規格外だった9ピンの端子はIBMによって作られ普及している。この端子は普及したため新たにANSI/TIA/EIA-574-90として規格に加えられた。ちなみに、末期のNEC PC-9800シリーズ（PC-9821シリーズ）のシリアルインターフェイスでは、9ピン (EIA-574) と25ピンの端子を一つずつ備えた機種が存在するが、この二つの端子は、外見等の規格が異なるだけでなく、内部的にも（仕様の）異なるチップで制御されている。
現在は、その仕様の古さからレガシーインターフェースに分類され、周辺機器の接続用途にはUSBなどに、通信用途にはイーサネット、無線LANなどにその役割を取って代わられている。しかし、機器の信頼性は非常に高く、外乱ノイズにも強く遠方まで信号が届くため、現在では薄型テレビをパソコン上から制御する用途などに使われている。サーバのデバッグ等のためのコンソール入出力や電子工作の機器などでも使われる。一般的には、-3V以上+3V以下の電圧は極性変換したとみなさない不感動領域が規定されているため、ケーブル長10m程度まではデータの通信は正常にやりとりできる。

## DTE同士の接続

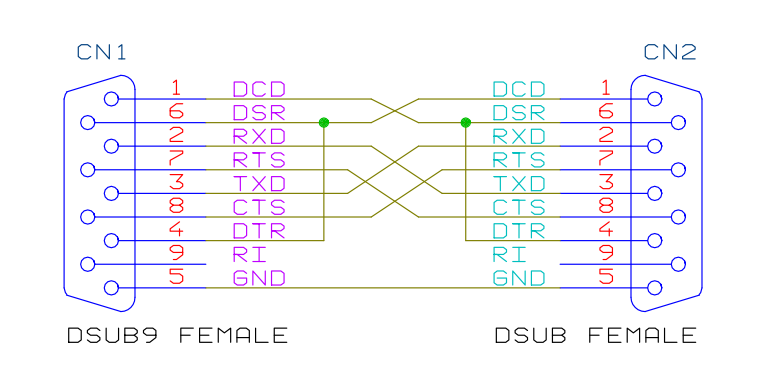
クロスケーブルの接続例

クロスケーブル（リバースケーブルともいう）を使用することで、パソコンなど端末機器どうしを直接接続できる。（ストレートケーブル2本で接続する場合であって、DSRとDTR、RTSとCTSとの制御線を接続し制御誤りを防止したときは、ヌルモデムと言う、DCEコネクタが二つあり、クロスケーブルと同様の結線をしたアダプタを使う。また、クロスケーブル自体をヌルモデムケーブルと言う場合もある。）
クロスケーブルの配線には何種類かあり、簡素なものでは互いのパソコンのTXDとRXD同士とGND同士の3本の接続で済ませることもあるが、ハードウェアフロー制御のためのRTSとCTS同士の接続の他、接続状況の確認のためにもDTR、DSR、DCD同士も接続してあるのが一般的である。

## 端子

### Dサブ9ピン
RS-232においてDサブ9ピンのコネクタ使用は規定外にあり、EIA-574という別の規格に相当する。
|  |  |

| ピンNo. | 信号名 | 別名 | 入出力 | 内容               |
| ------- | ------ | ---- | ------ | ------------------ |
| 1       | DCD    | CD   | IN     | キャリア検出       |
| 2       | RxD    | RD   | IN     | 受信データ         |
| 3       | TxD    | SD   | OUT    | 送信データ         |
| 4       | DTR    | ER   | OUT    | データ端末レディ   |
| 5       | GND    | SG   | -      | グランド           |
| 6       | DSR    | DR   | IN     | データセットレディ |
| 7       | RTS    | RS   | OUT    | 送信リクエスト     |
| 8       | CTS    | CS   | IN     | 送信可             |
| 9       | RI     | CI   | IN     | 被呼表示           |

### Dサブ25ピン
|  |  |

| ピンNo. | 信号名    | 入出力 | 内容（本来の規格）                       |
| ------- | --------- | ------ | ---------------------------------------- |
| 1       | N.C (FG)  | -      | 未接続（筐体GND）                        |
| 2       | TxD       | OUT    | 送信データ                               |
| 3       | RxD       | IN     | 受信データ                               |
| 4       | RTS       | OUT    | 送信リクエスト                           |
| 5       | CTS       | IN     | 送信可                                   |
| 6       | DSR       | IN     | データセットレディ                       |
| 7       | GND       | -      | グランド                                 |
| 8       | DCD       | IN     | キャリア検出                             |
| 9～11   | N.C       | -      | 未接続                                   |
| 12      | N.C (BDC) | (IN)   | 未接続（2次チャンネルキャリア検出）      |
| 13      | N.C (BCS) | (IN)   | 未接続（2次チャンネル送信可）            |
| 14      | N.C (BSD) | (OUT)  | 未接続（2次チャンネル送信データ）        |
| 15      | N.C (ST2) | (IN)   | 未接続（送信エレメント・タイミング）     |
| 16      | N.C (BRD) | (IN)   | 未接続（2次チャンネル受信データ）        |
| 17      | N.C (RT)  | (IN)   | 未接続（受信エレメント・タイミング）     |
| 18      | N.C       | -      | 未接続                                   |
| 19      | N.C (BRS) | (OUT)  | 未接続（2次チャンネル送信要求）          |
| 20      | DTR       | OUT    | データレディ                             |
| 21      | N.C (SQD) | (IN)   | 未接続（送信品質検出）                   |
| 22      | RI        | IN     | 被呼表示                                 |
| 23      | N.C (SRS) | (⇔)    | 未接続（データ通信速度選択）             |
| 24      | N.C (ST1) | (OUT)  | 未接続（送信信号エレメント・タイミング） |
| 25      | N.C       | -      | 未接続                                   |

## 正式（公的）規格
EIA/TIA RS 232-D, E, Fとして規格を改定してきた。「RS-232C」という呼称が広く使われているが、その後改訂されてEIA-232-D, E, Fとなった。EIAとUSTSA (United States Telecommunications Suppliers Association) とが1988年に作った新組織電気通信工業会 (TIA: Telecommunications Industry Association) が受け継いで「ANSI/TIA/EIA-232-F-1997」が最終規格となっている。その後EIAは解散し、TIAが引き継いでいる。新しい規格に適合するかまたはこの規格を無視するかの選択で各メーカは対応を見送ったところが多い。この規格に準拠するためには、同期通信機能を備え、また、サブチャンネル機能を備えるなど、コスト上昇に繋がる多くの機能を実装しなければならない。実際には使う場面は少ない。知名度が低く、この規格名をつけた商品はRS-232C準拠と書かれた商品より価格競争力はない。